# Castilleja olgae
Castilleja olgae là loài thực vật có hoa thuộc họ Cỏ chổi. Loài này được A.P.Khokhr. mô tả khoa học đầu tiên năm 1981.